# Чернявский, Владислав Иванович
Владислав Иванович Чернявский (1 сентября 1949 — 26 октября 2020) — актёр театра кукол, актёр дубляжа и режиссёр.
Учился в ЛГИТМиК на отделении театра кукол у М. М. Королёва (окончил в 1986 году). В 1987—2009 годах служил в Воронежском театре кукол «Шут». 
В 1985 году был удостоен Государственной премии РСФСР имени К. С. Станиславского за исполнение ролей в спектаклях «Мёртвые души» Н. В. Гоголя, «Карьера Артура Уи, которой могло не быть» Б. Брехта,  «Аистёнок и пугало» Л. Лопейской и Г. Крчуловой (на сцене Челябинского театра кукол).
В 1997 году вместе супругой Татьяной Чернявской основал частный передвижной театр кукол «Влада». В 2010 году супруги открыли театр-студию «Кукломания».